# わんぱくデニス

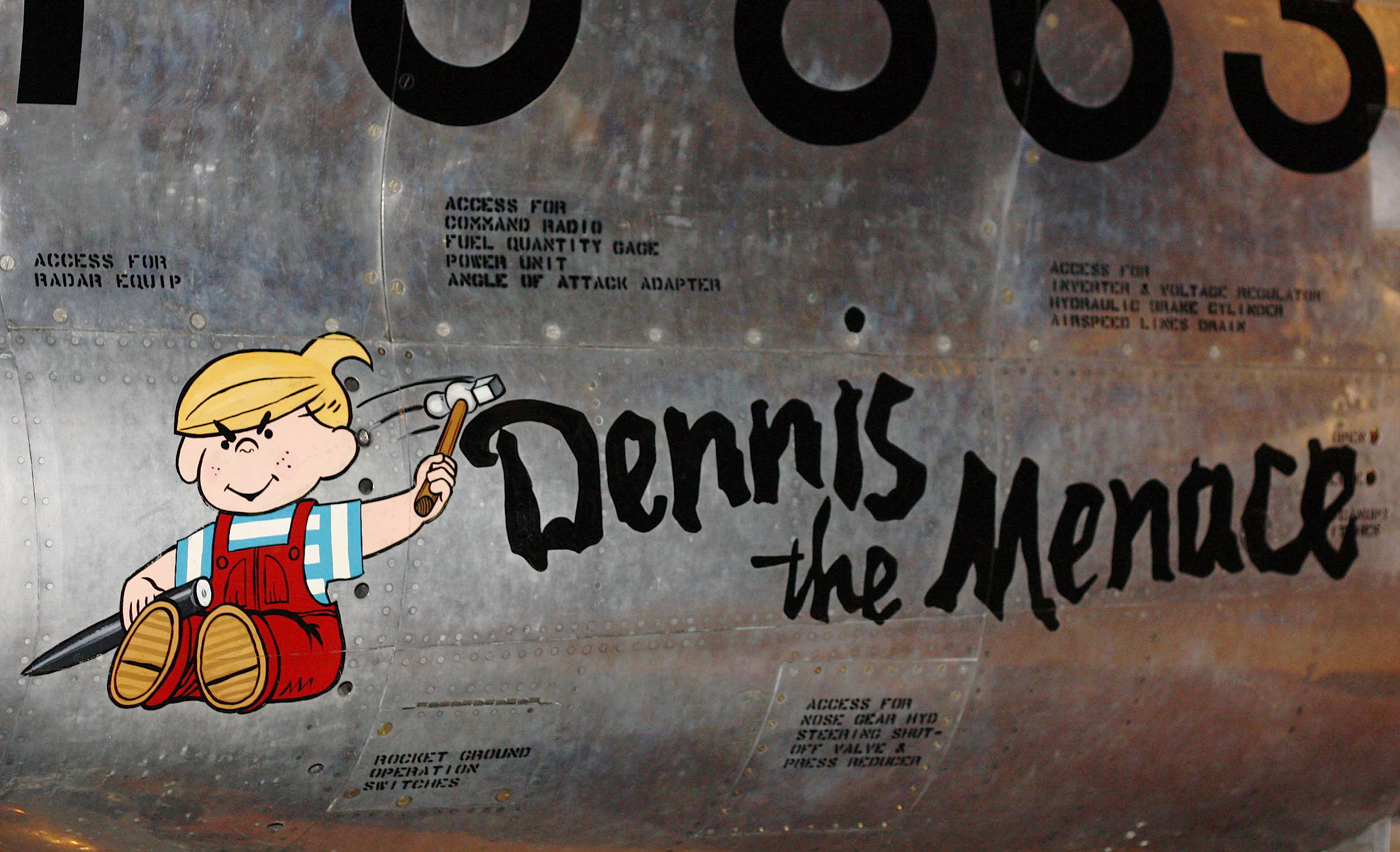
デニスが描かれたノーズアート

『わんぱくデニス』（原題：Dennis the Menace）は、ハンク・ケッチャムによるアメリカ合衆国の漫画、およびそれを原作とする派生作品である。
1951年3月12日に16の新聞で連載が開始された。現在も、ケッチャムの元アシスタントであるマーカス・ハミルトン（平日版、1995年以降）、ロン・フェルディナンド（日曜日版、1981年以降）、ハンクの息子のスコット・ケッチャム（2010年以降）によって執筆されており、キング・フィーチャーズ・シンジケートによって19の言語に訳されながら少なくとも48の国で1000程の新聞に掲載されている。
本作はいたずら好きなデニス少年が巻き起こす騒動を描くコメディ漫画である。
ハンクの実の息子であるデニスが4歳の時、昼寝を嫌がり部屋を荒したことでアイデアが浮かびキャラクターが誕生。その後、1951年に連載が始まりハンクのライフワークとなった。その後、ハンクは1994年に引退するが、アシスタントのロン・フェルディナンドとマーカス・ハミルトンに引き継がれ、2001年のハンクの死後も連載が続いている。2010年以降はスコット・ケッチャムが執筆陣に参加した。
日本では、過去に漫画読本にて連載され、ツル・コミック社から全6巻（訳：中尾清秋、ミッキー安川）朝日イブニングニュース社から全3巻（訳：川中なほ子）の単行本が発売された。また、ツル・コミック社では雑誌「わんぱくデニス」も創刊されている。

## 登場人物
デニス・グレッグ・ミッチェル
だぶだぶのオーバーオールにスニーカーを着用し、ほっぺのソバカスがトレードマークの少年。いたずら好きのトラブルメーカーだが憎めない存在。
ヘンリー・ミッチェル
デニスの父親。航空エンジニアとして働く。
アリス・ミッチェル
デニスの母親で専業主婦。
ジョージ・エベレット・ウィルソン・Sr
気難しい中年の隣人。デニスのいたずらに振り回され被害を被ることが多く、いつも頭を悩ませている。一方、嫌悪しているわけではなくデニス自身は親友だと思っている。
マーサ・ウィルソン
ジョージの妻。

## ドラマ

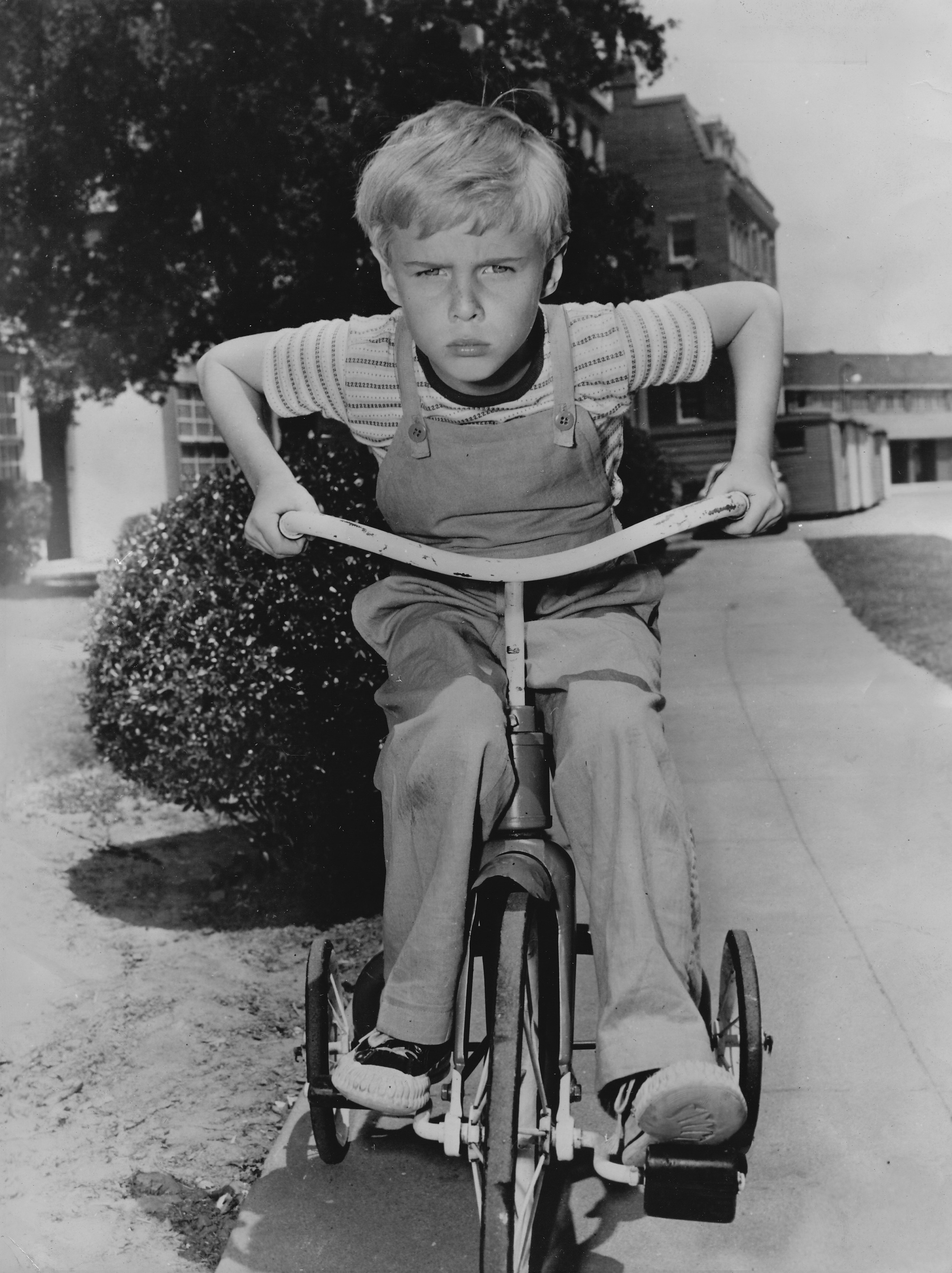
デニス役のジェイ・ノース（1959年撮影。）

1959年10月4日から1963年7月7日まで、CBSにて4期に分けて日曜日の夜に放送。シットコム作品。モノクロ作品。全146話。
日本では、1期がNET系列（大商証券（現：みずほ証券）一社提供）、2期と3期がTBS系列（明治製菓（現：明治）一社提供）、4期がCX系列（味覚糖一社提供）で放送された。

### キャスト
| 役名                 | 俳優                     | 日本語吹替        | 日本語吹替 | 日本語吹替 |
| 役名                 | 俳優                     | 1期               | 2～3期     | 4期        |
| -------------------- | ------------------------ | ----------------- | ---------- | ---------- |
| デニス               | ジェイ・ノース           | 渋沢詩子→高橋和枝 | 貴家堂子   | 高橋和枝   |
| ヘンリー・ミッチェル | ハーバート・アンダーソン | 中村正            |            |            |
| アリス・ミッチェル   | グロリア・ヘンリー       | 武藤京子          |            |            |
| ジョージ・ウィルソン | ジョセフ・カーンズ       |                   |            |            |
| マーサ・ウィルソン   | シルヴィア・フィールド   |                   |            |            |
| スチュワート         | ロン・ハワード           |                   |            |            |

### スタッフ
- 製作総指揮：ハリー・アッカーマン（英語版）
- プロデューサー：ジェームズ・フォンダ（1959–61）、ウィンストン・オキーフ（1961–63）
- 主題歌作曲：ウィリアム・ルース、ジョン・シーリー
- 制作会社：Dariell Productions、スクリーン ジェムズ、ハンク・ケッチャムエンタープライズ
- 配給：スクリーン ジェムズ（1965–66）、ソニー・ピクチャーズ テレビジョン

### 日本での放送時間
| 期 | 放送期間   | 放送期間   | 放送時間          | 備考                                    |
| -- | ---------- | ---------- | ----------------- | --------------------------------------- |
| 1  | 1960.04.03 | 1960.05.01 | 日曜18:00 - 18:30 |                                         |
| 1  | 1960.05.08 | 1960.11.06 | 日曜19:00 - 19:30 |                                         |
| 2  | 1961.02.24 | 1961.09.29 | 金曜19:30 - 20:00 |                                         |
| 2  | 1961.10.07 | 1962.03.31 | 土曜19:00 - 19:30 | 『ドビーの青春』との枠交換で移動        |
| 3  | 1962.07.14 | 1962.09.29 | 土曜18:15 - 18:45 |                                         |
| 3  | 1962.10.6  | 1962.12.29 | 土曜18:00 - 18:30 | 『JNNニュースコープ』設置で15分繰り上げ |
| 4  | 1963.10.6  | 1963.11.17 | 日曜18:00 - 18:30 |                                         |

（参考：『毎日新聞・縮刷版』毎日新聞社、1960年4月3日 - 1963年11月17日。ラジオ・テレビ欄）
| NET系列 日曜18:00 - 18:30枠                                                                     | NET系列 日曜18:00 - 18:30枠                                             | NET系列 日曜18:00 - 18:30枠                                                                                                 |
| 前番組                                                                                          | 番組名                                                                  | 次番組 |
| ----------------------------------------------------------------------------------------------- | ----------------------------------------------------------------------- | --- |
| 続・珍犬ハックル                                                                                | わんぱくデニス（第1期） （1960年4月 - 5月1日）                          | プロ野球中継 ※16:30 - 18:45                                                                                                 |
| NET系列 日曜19:00 - 19:30枠                                                                     |                                                                         | |
| 挑戦                                                                                            | わんぱくデニス（第1期） （1960年5月8日 - 11月）                         | 早射ちマック |
| NET系列 大商証券一社提供枠                                                                      |                                                                         | |
| 続・珍犬ハックル                                                                                | わんぱくデニス（第1期）                                                 | 早射ちマック |
| TBS系列 金曜19:30 - 20:00枠                                                                     |                                                                         | |
| なにしてんのよパパ                                                                              | わんぱくデニス（第2期） （1961年2月 - 9月）                             | 愉快なドビー 【枠交換で土曜19:30より改題移動】                                                                              |
| TBS系列 土曜19:00 - 19:30枠                                                                     |                                                                         | |
| ドビー・ギリス ↓ ドビーの青春                                                                   | わんぱくデニス（第2期） （1961年10月 - 1962年3月） 【ここまでドラマ枠】 | 7時にあいまショー |
| TBS 土曜18:15 - 18:45枠                                                                         |                                                                         | |
| 名馬ヒューリー                                                                                  | わんぱくデニス（第3期） （1962年7月 - 9月）                             | わんぱくデニス（第3期） ※18:00 - 18:30 【15分繰り上げて継続】JNNニュースコープ ※月 - 土18:30 - 18:50 【ここから報道番組枠】 |
| TBS 土曜18:00 - 18:30枠                                                                         |                                                                         | |
| いかすぜポゾ ※月 - 土18:00 - 18:10びっくり ※18:10 - 18:15わんぱくデニス（第3期） ※18:15 - 18:45 | わんぱくデニス（第3期） （1962年10月 - 12月）                           | 歌のステージ |
| フジテレビ系列 日曜18:00 - 18:30枠                                                              |                                                                         | |
| まんがスーパーマン                                                                              | わんぱくデニス（第4期） （1963年10月 - 11月）                           | 億万長者と結婚する法 |

## アニメ

### デニス・ザ・メネス
1986年から1988年まで『デニス・ザ・メネス』がアメリカとフランスのDICアニメーションシティによって全78話が制作及び放映が行われた。アニメーションの実制作や撮影は日本に拠点を置く複数のアニメ制作会社が担当している。
日本では1991年8月26日 - 12月17日にWOWOWで初放送（月曜～金曜：8時30分～9時00分。12月は8時00分～8時30分放送）。また、翌年に再放送された際にタイトルが『わんぱくデニス』に改題された。後にキッズステーションでも放送され、バップからはVHSが『わんぱくデニス ～わんぱくデニスと仲間たち～』のタイトルで発売されている。

#### スタッフ
- アニメーション制作（シーズン1） - AIC、葦プロダクション、龍プロダクション、インテリアデザイナー（韓国）、スタジオブーメラン、スタジオ・ザイン、トランスアーツ
- アニメーション制作（シーズン2[7]） - 東映動画[8]、ハンホ興業（英語版）（韓国）、テウォンメディア（韓国）
- カラースタイリング - AIC、龍プロダクション、インテリアデザイナー（韓国）、シャフト、STUDIO GOODs、スタジオ・マリーン、トランスアーツ
- 撮影 - ティ・ニシムラ、旭プロダクション、葦プロダクション、スタジオウッド、東京ムービー新社、トランスアーツ

### 南の島で大暴れ！
2002年に長編作品『わんぱくデニス ～南の島で大暴れ！～』（原題：Dennis the Menace: Cruise Control）が公開。日本ではトゥーン・ディズニーや2010年10月14日にディズニーXDで放送された。

#### 声の出演
- デニス：乾政子
- リアナ：小暮英麻
- マーガレット：大前茜
- ジョーイ：日下ちひろ
- ウィルソンさん：辻親八

### その他
以下の作品が制作された。
- 1981年 - TVスペシャル（原題：Dennis the Menace in Mayday for Mother）
- 1993年 - TVシリーズ（原題：All-New Dennis the Menace）- 実写映画の公開に合わせ制作。

## 実写作品

### 映画
1993年に公開された。監督はニック・キャッスル。主演はメイソン・ギャンブル。

### その他作品
1987年に、ヴィクター・ディマティア主演のテレビ映画（原題：Dennis the Menace in Mayday for Mother）が放送された。
2007年には、小説「クリスマス・キャロル」の内容を取り入れたオリジナルビデオ作品がワーナーから発売。マックスウェル・ペリー・コットン、ロバート・ワグナー、ルイーズ・フレッチャーなどが出演した。

## 補足
- イギリスにも原題と同名の漫画があるが、全く異なるものである。
- ハマナカから「わんぱくデニス」という名の手芸糸が販売されている。
- 「わんぱくデニス」と奇しくも同じ1951年に誕生した日世コーンマスコットキャラ「ニックン」（50年間、無名のままであったが、2001年に公募し、命名）とは容姿および服装デザインがとても似ている。ニックン解説HP（日世コーン 公式HP）